# 브라간사사셰코부르구고타 왕가
브라간사사셰코부르크구고타 왕가(포르투갈어: Casa de Bragança-Saxe-Coburgo-Gota)는 브라간사 왕가의 마리아 2세가 작센코부르크고타 왕가의 페르난두 2세와 결혼하여 생긴 포르투갈의 왕가이다.

## 포르투갈 국왕
- 페드루 2세 (1853년~1861년)
- 루이스 1세 (1861년~1886년)
- 카를루스 1세 (1886년~1908년)
- 마누엘 2세 (1908년~1910년)

## 같이 보기
- 포르투갈 국왕